# Meridiano 81 E
O meridiano 81 E é um meridiano que, partindo do Polo Norte, atravessa o Oceano Ártico, Ásia, Oceano Índico, Oceano Antártico, Antártida e chega ao Polo Sul. Forma um círculo máximo com o Meridiano 99 W.
Começando no Polo Norte, o meridiano 81º Este tem os seguintes cruzamentos:
| País, território ou mar | Notas                                                                             |
| ----------------------- | --------------------------------------------------------------------------------- |
| Oceano Ártico           |                                                                                   |
| Rússia                  |                                                                                   |
| Golfo do Ienissei       |                                                                                   |
| Rússia                  | Passa em Novosibirsk                                                              |
| Cazaquistão             |                                                                                   |
| China                   | Xinjiang Tibete                                                                   |
| Índia                   | Uttarakhand - cerca de 7 km                                                       |
| Nepal                   |                                                                                   |
| Índia                   | Uttar Pradesh Madhya Pradesh Chhattisgarh Maharashtra Chhattisgarh Andhra Pradesh |
| Oceano Índico           | Baía de Bengala                                                                   |
| Sri Lanka               |                                                                                   |
| Oceano Antártico        |                                                                                   |
| Antártida               | Território Antártico Australiano, reivindicado pela Austrália                     |